# Andy Roddick
Andrew Stephen "Andy" Roddick, född den 30 augusti 1982 i Omaha, Nebraska i USA, är en amerikansk högerhänt före detta professionell tennisspelare. Han är en tidigare världsetta och är känd för sin snabba serve och kraftfulla forehand.
Roddick vann sin första och enda Grand Slam-titel i US Open 2003, då han besegrade Juan Carlos Ferrero i finalen. Två månader senare i november 2003 blev han världsetta. Han höll positionen som världsetta i tretton veckor tills Roger Federer tog hans position. Roddick nådde ytterligare fyra Grand Slam-finaler, i Wimbledon 2004, 2005 och 2009 samt i US Open 2006, men förlorade varje gång mot Roger Federer. Wimbledonfinalen 2009 anses av många expertkommentatorer och spelare vara en av de bästa tennismatcher som någonsin har spelats. Roddick vann totalt 32 singeltitlar i karriären, varav fem var Masters Series-titlar. Han avslutade sin karriär vid 30 års ålder efter US Open 2012, då han nådde fjärde omgången.
Roddick gjorde debut i det amerikanska Davis Cup-laget 2001 vid 18 års ålder, och spelade totalt 45 matcher av vilka han vann 33. Han vann Davis Cup 2007 med USA och nådde final 2004. Roddick spelade i två olympiska spel, OS 2004 i Aten och OS 2012 i London, men nådde bara omgång tre respektive två. Han är en av de bästa servespelarna i den öppna eran, och en av de spelare som har gjort flest serveess i sin karriär, över 9 000 stycken. Roddick är sedan 2009 gift med skådespelerskan och modellen Brooklyn Decker.

## Tenniskarriär
Andy Roddick blev professionell tennisspelare 2000, men spelade dock dubbel i par med Levar Harper-Griffith i US Open 1999. Han vann under karriären 32 singel- och fyra dubbeltitlar på ATP-touren. Sin högsta ATP-ranking nådde han den 3 november 2003, då han blev världsetta i singel, en position han höll i 13 veckor. I dubbel rankades han som bäst nummer 50 i januari 2010. Roddick vann en singeltitel i Grand Slam-turneringar, US Open 2003, och nådde dessutom ytterligare fyra Grand Slam-finaler. 
År 2000 rankades Andy Roddick som världsetta bland juniorer efter att det året ha vunnit såväl juniorsingeln i såväl Australiska öppna som US Open utan setförlust. Trots en knäoperation senare under året, nådde han sin första ATP-final. Året därpå, 2001, vann han sina första fyra ATP-titlar, varav en i dubbel (Delray Beach). Under året besegrade han tidigare världsettorna Marcelo Rios och Pete Sampras. 
År 2002 tog Roddick två singeltitlar och en dubbeltitel. Han avslutade säsongen rankad nummer tio. Med den placeringen var han den yngste spelaren sedan Michael Chang (1992) att vara en av de tio bästa ATP-spelarna. Sin hittills bästa säsong hade Roddick 2003. Han vann då sex singeltitlar, inklusive US Open. Han besegrade där den argentinske spelaren David Nalbandian i semifinalen och spanjoren Juan Carlos Ferrero i finalen. Senare på året förlorade Roddick i Tennis Masters Cup mot slutsegraren Roger Federer.
År 2004 vann han fyra singeltitlar och nådde dessutom finalen i Wimbledonmästerskapen, som han dock förlorade till då nye världsettan Federer. Även 2005 spelade Roddick final i Wimbledon, och fick också denna gång ge sig mot Federer. Under året vann Roddick fem ATP-singeltitlar. Under första halvåret av säsongen 2006 drabbades Roddick av en formsvacka där han hade särskilda problem med sin normalt mycket effektiva serve. Under sommaren och hösten var han tillbaka i god form och vann i augusti ATP-turneringen i Cincinnati. I september nådde han finalen i US Open. Han förlorade denna över fyra set mot Roger Federer.

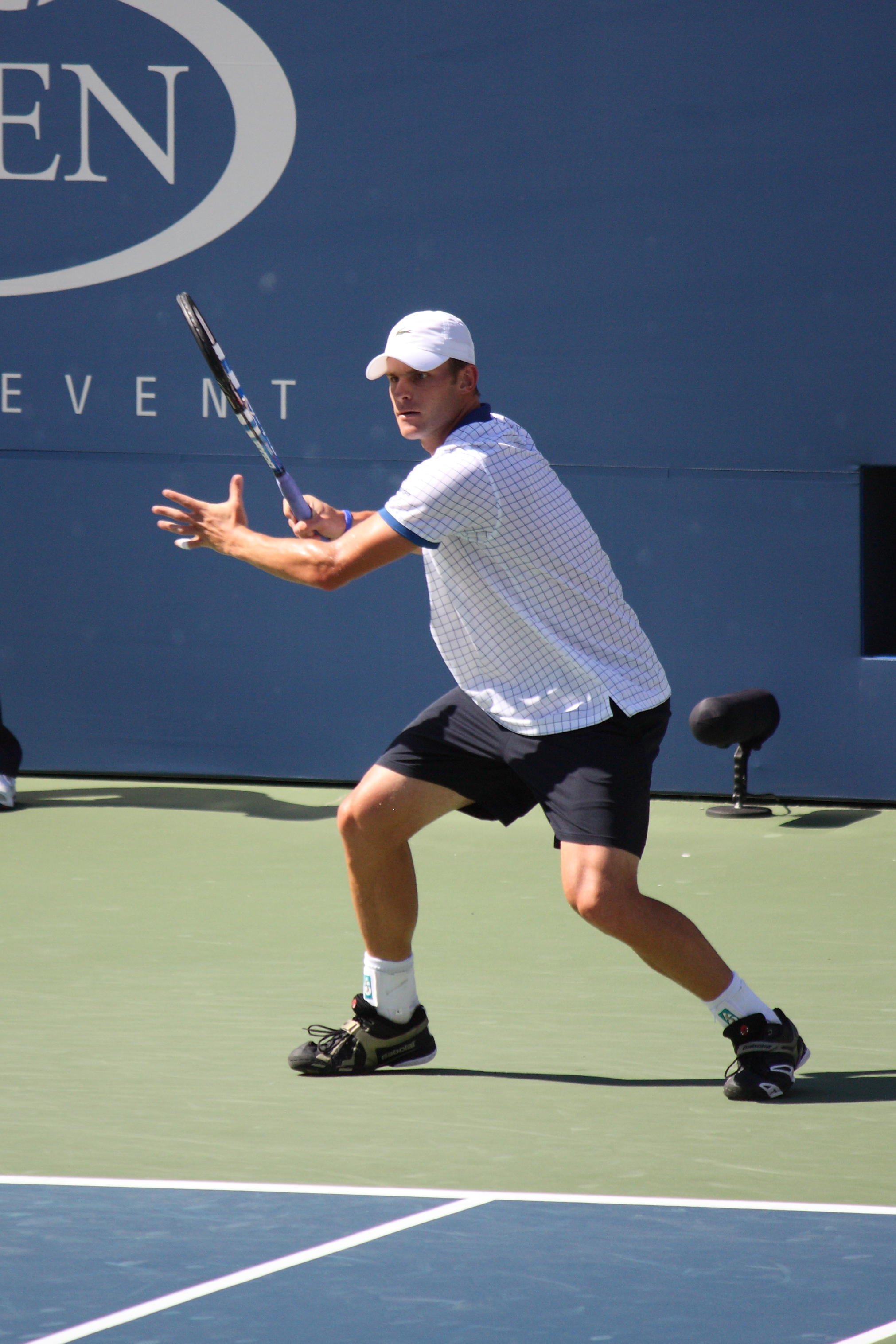
Roddick spelar i US Open 2010.

Andy Roddick gjorde debut i det amerikanska Davis Cup-laget säsongen 2001. Han spelade 45 matcher av vilka han vann 33. Nitton av dessa segrar har han vunnit på hard court-underlag. År 2004 mötte det amerikanska laget Sverige i kvartsfinal i World Group, en tävling som spelades i Delray i USA. Roddick vann sina båda singlar över Thomas Enqvist och Jonas Björkman. USA vann kvartsfinalen med 4-1 i matcher. 
Andy Roddick ligger på andra plats, efter Goran Ivanišević, på rekordlistan över flest gjorda serveess i karriären, över 9 000 stycken.

### 2012: Sista säsongen i karriären
Roddick nådde andra omgången i Australiska öppna innan han behövde avbryta på grund av en skada. I Sony Ericsson Open vann han för tredje gången i karriären mot Roger Federer i tre set men förlorade i nästa match mot Juan Mónaco. I Franska öppna fick han se sig besegrad av Nicolas Mahut redan i första omgången. Roddick vann sin första titel för året i Aegon International där han besegrade den regerande mästaren av turneringen, Andreas Seppi i två set. Han blev med titeln den enda spelaren tillsammans med Roger Federer att ha vunnit minst en singeltitel de senaste tolv åren.
I Wimbledon nådde han tredje omgången, där han förlorade mot David Ferrer i fyra set. Roddick vann sin trettioandra och sista singeltitel i Atlanta Open, där han i semifinalen vann mot landsmannen John Isner, och i finalen vann han mot Gilles Müller i tre set.
I US Open vann Roddick första omgångsmatchen mot Rhyne Williams på tre set. Den 30 augusti 2012, på hans trettionde födelsedag och under US Open, annonserade han att han avslutar sin karriär efter US Open. Han kände att det var dags och ville avsluta det på hemmaplan. Dock annonserades detta innan hans andra omgångsmatch mot Bernard Tomic. Han vann stort mot Tomic i tre set. Han vann även tredje matchen mot Fabio Fognini. Men i fjärde omgången spelade Roddick sin sista match när han förlorade mot argentinaren Juan Martín del Potro i fyra set med 7–6(7–1), 6–7(4–7), 2–6, 4–6. Efter matchen höll han ett känslosamt tal där han brast i gråt, innan han gick av planen.

## Spelstil
Andy Roddick är en komplett tennisspelare. Han har en mycket snabb serve, 2002 uppmättes hans snabbaste serve till 144 miles/tim. År 2004 överträffande han sin notering med den nya rekordnoteringen 155 miles/tim, vilket motsvarar ca 248 km/tim. Den uppmätta bollhastigheten är ca 25 % högre än rekordnoteringarna under träracketeran (fram till ca 1980). Bill Tildens rekordnotering från 1920-talet var 124 miles/tim, motsvarande cirka 198 km/tim. Andy Roddick är en mycket svårspelad motståndare med ca 90 % vunna egna servegame. Roddicks spelstil kännetecknas av ett aggressivt baslinjespel. Han spelar med racketen Pure Drive Roddick Team Plus från Babolat. Han bär kläder från Lacoste.

## Privatliv
Roddick är en mycket populär spelare i sitt hemland. Han har uppträtt i egen TV-show, och dessutom utsetts till "Årets sexigaste idrottsman" i People Magazine. Roddicks föräldrar sköter Andy Rodick-foundation som bedriver välgörenhet och han tilldelades 2004 the "ATP Arthur Ashe Humanitarian Award".
Roddick flyttade till Austin, Texas 2003. Åren 2002-04 hade han ett förhållande med den amerikanska sångerskan Mandy Moore. År 2009 gifte sig Roddick med modellen och skådespelerskan Brooklyn Decker. 

## Karriärstatistik

### Grand Slam-resultat

#### Historia
| Turnering         | 2000 | 2001 | 2002 | 2003 | 2004 | 2005 | 2006 | 2007 | 2008 | 2009 | 2010 | 2011 | 2012 | SR     | W–L    |
| ----------------- | ---- | ---- | ---- | ---- | ---- | ---- | ---- | ---- | ---- | ---- | ---- | ---- | ---- | ------ | ------ |
| Australiska öppna | X    | X    | 2R   | SF   | QF   | SF   | 4R   | SF   | 3R   | SF   | QF   | 4R   | 2R   | 0 / 11 | 38–11  |
| Franska öppna     | X    | 3R   | 1R   | 1R   | 2R   | 2R   | 1R   | 1R   | X    | 4R   | 3R   | X    | 1R   | 0 / 10 | 9–10   |
| Wimbledon         | X    | 3R   | 3R   | SF   | F    | F    | 3R   | QF   | 2R   | F    | 4R   | 3R   | 3R   | 0 / 12 | 41–12  |
| US Open           | 1R   | QF   | QF   | W    | QF   | 1R   | F    | QF   | QF   | 3R   | 2R   | QF   | 4R   | 1 / 13 | 43–12  |
| Vinster–förluster | 0–1  | 8–3  | 7–4  | 17–3 | 15–4 | 12–4 | 11–4 | 13–4 | 7–3  | 16–4 | 10–4 | 9–3  | 6–4  | 1 / 46 | 131–45 |

### Grand Slam – Singeltitlar (1)
| År   | Mästerskap | Finalmotståndare    | Resultat           |
| 2003 | US Open    | Juan Carlos Ferrero | 6–3, 7–6(7–2), 6–3 |

### Grand Slam – Finalförluster (4)
| År   | Mästerskap | Finalmotståndare | Resultat                            |
| 2004 | Wimbledon  | Roger Federer    | 6–4, 5–7, 6–7(3–7), 4–6             |
| 2005 | Wimbledon  | Roger Federer    | 2–6, 6–7(2–7), 4–6                  |
| 2006 | US Open    | Roger Federer    | 2–6, 6–4, 5–7, 1–6                  |
| 2009 | Wimbledon  | Roger Federer    | 7–5, 6–7(6–8), 6–7(5–7), 6–3, 14–16 |

### Övriga singeltitlar (31)
| Titlar efter tävlingskategori |
| ATP Masters Series (4)        |
| ATP-touren (21)               |

| Titlar efter underlag |
| Hardcourt (20)        |
| Grus (5)              |
| Gräs (5)              |
| Matta (1)             |

| Nr  | Datum             | Turnering                               | Underlag      | Finalmotståndare    | Resultat                  |
| 1.  | 23 april 2001     | Verizon Tennis Challenge                | Grus          | Xavier Malisse      | 6–2, 6–4                  |
| 2.  | 30 april 2001     | U.S. Men's Clay Court Championships     | Grus          | Hyung-Taik Lee      | 7–5, 6–3                  |
| 3.  | 13 augusti 2001   | Washington Open                         | Hardcourt     | Sjeng Schalken      | 6–2, 6–3                  |
| 4.  | 18 februari 2002  | Memphis Open                            | Hardcourt (i) | James Blake         | 6–4, 3–6, 7–5             |
| 5.  | 22 april 2002     | U.S. Men's Clay Court Championships (2) | Grus          | Pete Sampras        | 7–6(11–9), 6–3            |
| 6.  | 19 maj 2003       | Hypo Group Tennis International         | Grus          | Nikolaj Davydenko   | 6–3, 6–2                  |
| 7.  | 9 juni 2003       | Queen's Club Championships              | Gräs          | Sebastien Grosjean  | 6–3, 6–3                  |
| 8.  | 21 juli 2003      | Indianapolis Tennis Championships       | Hardcourt     | Paradorn Srichapan  | 7–6(7–2), 6–4             |
| 9.  | 4 augusti 2003    | Canada Masters                          | Hardcourt     | David Nalbandian    | 6–1, 6–3                  |
| 10. | 11 augusti 2003   | Cincinnati Masters                      | Hardcourt     | Mardy Fish          | 4–6, 7–6(7–3), 7–6(7–4)   |
| 11. | 9 februari 2004   | SAP Open                                | Hardcourt     | Mardy Fish          | 7–6(15–13), 6–4           |
| 12. | 22 mars 2004      | Miami Masters                           | Hardcourt     | Guillermo Coria     | 6–7(2–7), 6–3, 6–1, ret.  |
| 13. | 7 juni 2004       | Queen's Club Championships (2)          | Gräs          | Sebstien Grosjean   | 7–6(7–4), 6–4             |
| 14. | 19 juli 2004      | Indianapolis Tennis Championships (2)   | Hardcourt     | Nicolas Kiefer      | 6–2, 6–3                  |
| 15. | 7 februari 2005   | SAP Open (2)                            | Hardcourt     | Cyril Saulnier      | 6–0, 6–4                  |
| 16. | 24 april 2005     | U.S. Men's Clay Court Championships (3) | Grus          | Sebastien Grosjean  | 6–2, 6–2                  |
| 17. | 6 juni 2005       | Queen's Club Championships (3)          | Gräs          | Ivo Karlovic        | 7–6(9–7), 7–6(7–4)        |
| 18. | 7 augusti 2005    | Washington Open (2)                     | Hardcourt     | James Blake         | 7–5, 6–3                  |
| 19. | 30 oktober 2005   | Open Sud de France                      | Matta (i)     | Gael Monfils        | 6–3, 6–2                  |
| 20. | 20 augusti 2006   | Cincinnati Masters (2)                  | Hardcourt     | Juan Carlos Ferrero | 6–3, 6–4                  |
| 21. | 17 juni 2007      | Queen's Club Championships (4)          | Gräs          | Nicolas Mahut       | 4–6, 7–6(9–7), 7–6(7–2)   |
| 22. | 5 augusti 2007    | Washington Open (3)                     | Hardcourt     | John Isner          | 6–4, 7–6(7–4)             |
| 23. | 24 februari 2008  | SAP Open (3)                            | Hardcourt     | Radek Štěpánek      | 6–4, 7–5                  |
| 24. | 8 mars 2008       | Dubai Tennis Championships              | Hardcourt     | Feliciano Lopez     | 6–7(8–10), 6–4, 6–2       |
| 25. | 28 september 2008 | China Open                              | Hardcourt     | Dudi Sela           | 6–4, 6–7(6–8), 6–3        |
| 26. | 13 februari 2009  | Memphis Open (2)                        | Hardcourt (i) | Radek Štěpánek      | 7–5, 7–5                  |
| 27. | 10 januari 2010   | Brisbane International                  | Hardcourt     | Radek Štěpánek      | 7–6(7–2), 7–6(9–7)        |
| 28. | 4 april 2010      | Miami Masters (2)                       | Hardcourt     | Tomáš Berdych       | 7–5, 6–4                  |
| 29. | 20 februari 2011  | Memphis Open (3)                        | Hardcourt (i) | Milos Raonic        | 7–6(9–7), 6–7(11–13), 7–5 |
| 30. | 24 juni 2012      | AEGON International                     | Gräs          | Andreas Seppi       | 6–3, 6–2                  |
| 31. | 22 juli 2012      | Atlanta Tennis Championships            | Hardcourt     | Gilles Müller       | 1–6, 7–6(7–2), 6–2        |

(i) = inomhus

### Dubbel (3)
- 2006 - Indianapolis
- 2002 - Houston
- 2001 - Delray Beach